# صانع المطر (فلم)
صانع المطر (The Rainmaker) هو فيلم أمريكي أنتج في عام 1997 وهو من إخراج فرانسيس فورد كوبولا وبطولة مات ديمون والفيلم مأخوذ عن رواية بنفس الاسم صدرت بعام 1995 من تأليف جون غريشام.

## الممثلون
- مات ديمون قام بدور رودي بايلور.
- داني ديفيتو قام بدور ديك شيفيلت.
- جون فويت قام بدور ليو ف دروموند وترشح لجائزة الغولدن غلوب عن هذا الدور.
- ميكي رورك قام بدور برويسيور ستون.

## في شباك التذاكر
وفقا لما ذكره موقع Boxofficemojo.com حققت إيرادات الفيلم 45 مليون دولارا أمريكيا وهذا يعد أكثر من تكلفة إنتاجة التي بلغت 40 مليون دولار، ولكن إيرادات الفيلم تعتبر مخيبة للأمال مقارنة بإيرادات الأفلام السابقة المقتبسة من روايات جون غريشام.

## روابط خارجية
- مقالات تستعمل روابط فنية بلا صلة مع ويكي بيانات